# Ambient intelligence
Ambient intelligence er et begreb indfor elektronikken, der kan føle menneskers nærvær. Det er en vision, der er designet til at hjælpe mennesker i deres hverdag.
Ambient intelligence bygger på pervasive computing og er karakteriseret ved systemer, der er:
- indlejret – mange netværksforbundne komponenter er integreret i miljøet
- personaliseret – de kan moduleres til personligt behov